# Jošio Fudživara
Jošio Fudživara (japonsko 藤原 良夫), japonski nogometaš.
Za japonsko reprezentanco je odigral eno uradno tekmo.